# Bottegia rubra
Bottegia rubra är en skalbaggsart som beskrevs av Aurivillius 1922. Bottegia rubra ingår i släktet Bottegia och familjen långhorningar.
Artens utbredningsområde är:
- Angola.
- Botswana.
- Kenya.
- Malawi.
- Moçambique.
- Zimbabwe.

Inga underarter finns listade.